# 张春华 (京剧演员)
張春華（1925年—2019年3月5日），原名张士铭，中国京劇演員，工丑行，葉盛章弟子。

## 生平
張春華出身于天津稽古社科班，后拜師葉盛章先生。1976年獲派與張雲溪聯合主演彩色京劇電影《三叉口》。
2008年1月26日，他被列入中華人民共和國文化部第2批「國家級非物質文化遺產項目代表性傳承人」名單。
弟子有嚴慶谷等。